# ألمارخين
بلدية المَرجَان أو (نقحرة: ألمارخين) (بالإسبانية: Almargen) هي بلدية تقع في مقاطعة مالقة التابعة لمنطقة أندلوسيا جنوب إسبانيا.

## الديموغرافيا
بلغ عدد سكان بلدية المَرجان 2.136 نسمة عام 2011 (وفقاً للمعهد الوطني الإسباني للإحصاء).
| 2.146 | 2.145 | 2.072 | 2.106 | 2.114 | 2.154 | 2.136 |

## أعلام
- فرنسيسكو مانويل دوران